# هنر پیمانه‌ای
هنر پیمانه‌ای (به انگلیسی: Modular Art)، هنر مقایسه‌ای یا هنر مدولار از اتصال واحدهای استاندارد (مدول‌ها) به منظور ایجاد ترکیبی بزرگ‌تر با اجزاء سازنده پیچیده‌تر، تشکیل می‌شود. در برخی از کارها، واحدها می‌تواند حذف یا جدا شده یا همان ساختار برای کار جدیدی که از فرم اولیه متفاوت است یا پیامد پیکره بندی به دست آمده‌است به کار برده شود.

## خاستگاه و منشاء
به‌طور تاریخی موارد تغییر پذیر هنر از زمان رنسانس وجود داشتند. برا یمثال در عکس ۳ قاب «باغ شادی‌های زمینی» توسط هیرونمنس همانند ایسناهیم التراپیز توسط متیاس گرانوالد که در ان جابجایی نقش و نگار می‌تواند مورد بازبینی و هماهنگی با مفاهیم قابل تغییر در سالنامه وابسته به کلیسا قرار دارد.

## هنر پیمانه‌ای در قرن بیستم
در آغاز نیمه اول قرن بیستم تعدادی از هنرمندان معاصر به دنبال امیختن تکنیک‌های جنبشی و وارد کردن آن به درون کار خود بودند و این تلاشی بود که بر اساس آن می‌خواستند بر طبیعت استاتیکی (یکنواخت) هنر فائق‌آمیز.
الکساندر چالز به دنبال شناخت پویای فیزیکی در هنرهای بصیری پرداخت که این پتانسیل را داشته باشند که به پیوسته در سراسر جنبش (تحرکات) همیشگی تغییر کند، و برخی اوقات این واقعه بدون حضور مستقیم بشر اتفاق بیفتد
جین تنگلی که تلاش برای تولید یک ماشین هنری خود –مخرب دست زد که شاید حالات نهایی تغییرپذیری هنر را ارائه می‌دهد که می‌شود گفت که این حالت ف با ریشه کن کردن کلی همراه است.
ویکتور واسارلی در قطعنامه‌ای در ۱۹۹۵ در پاریس عنوان کرد که آن کار هنری بایستی قابل تکثیر و تکرار شدنی در سری‌های مختلف و متعدد باشد. به تازگی، این نظریه وجود دارد که نیازی نیست که هنر بصری به تنهایی در مفاهیم ثابت ابدی درک شود، مفاهیمی که هدف آن‌ها در بدنه عملکرد و ساختار هنر و با مزیت یا کیفیت‌های موقتی قرار داده شده‌اند.

### طراحی صنعتیو سبک معماری

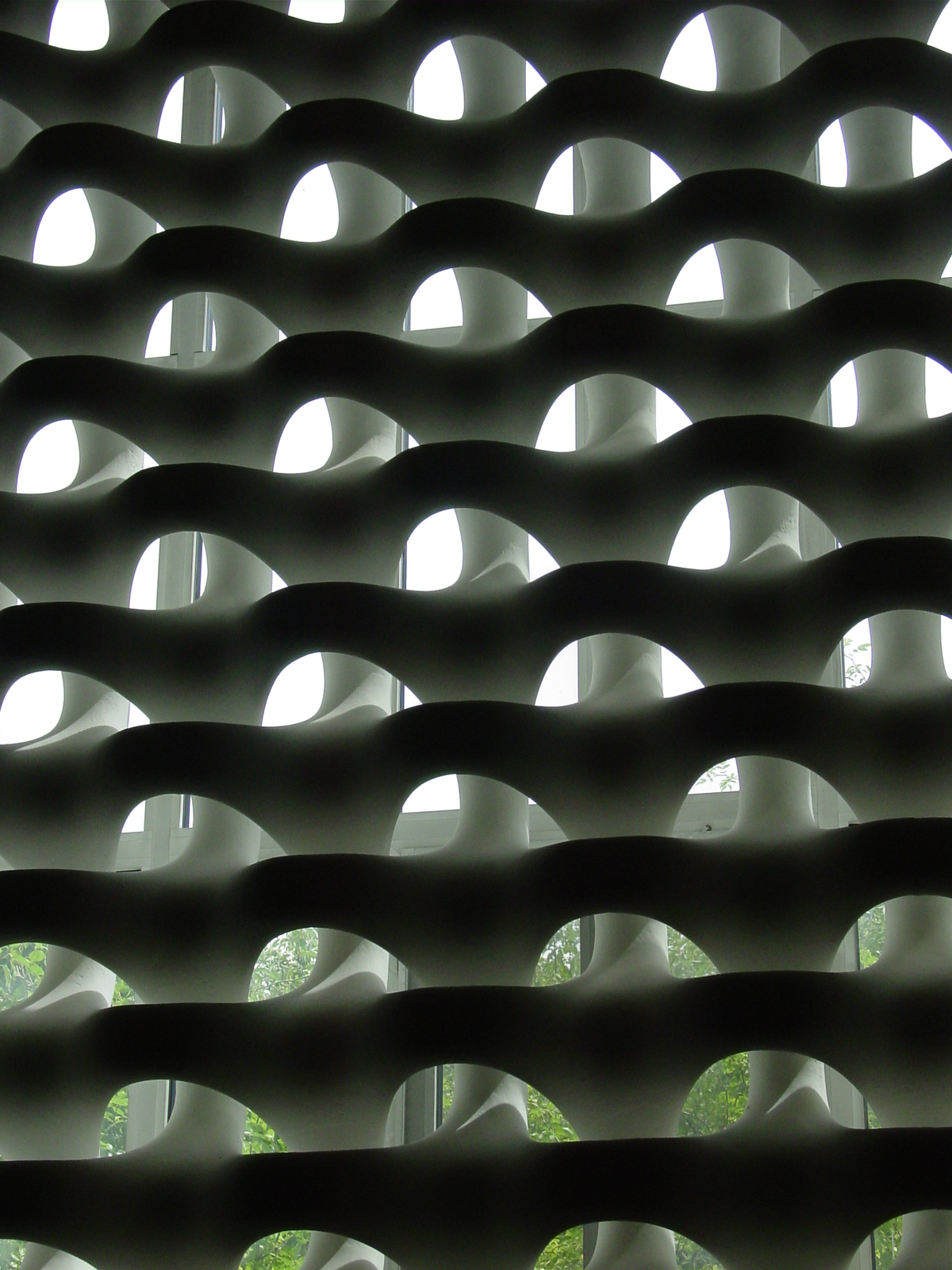
An architectural screen by Erwin Hauer.

هنر مدولار وارد فهرست بلندبالای هنر مدرن با نظم و قوانین طراحی صنعتی و معماری می‌شود. معمار بلژیکی هرمن د کونین یک گروه از هم وطنانش را به منظور خلق یکی از تولیدات سیستم مدولار مربوط به سری cubex kitchen مربوط به سال ۱۹۳۲ قرار داد.
سرس‌ها شامل تولیدات همگون و یکنواخت و منفعتی بودند که قابلیت ترکیب و تنظیم یافتن برای ایجاد یک ترکیب محدود تر برای ایجاد یک مکان از هر اندازه‌ای را داشتند. طرح نیویورکی گیلبرت روده در سال‌های ۱۹۳۰ تا ۱۹۴۰ قطعاتی را به منظور تولید واحدهای استاندارد فراهم کرد.
خط تولید گروه صنعتی او در سال ۱۹۴۲ به راه افتاد و شباهت بسیاری به سیستم نوآوری شگرفی داشت که به مبلمان اداری شباهت داشت.
تنها یک سال قبل چالز ایمز و سارین برای شرکت ردلیون مبلمان داخلی مدولار را تهیه کردند و در نتیجه کارشان با موزه هنرهای مدرن نیویورک در ارتباط بودند. در سال ۱۹۵۰ هرمن میلر به کمک چالز و رای یک تولید خیلی موفقیت‌آمیز را به عنوان واحد شیب و دیوار تولید تولید کردند که هنوز کاربرد دارد.
هنر مدول بهره‌مند از تاریخ طولانی معماری کشورها می‌باشد. در معماری عهد باستان معماران ابتدا از اصول مدولار بهره برده‌اند که به عنوان واحد اندازه‌گیری راهنما در نسبت پلان و ارتفاع بوده‌است.
نویسنده و معمار رومی ویتروویتیوس، روش‌ها مدولار را به عنوان شرحی از نظام معماری کلاسیک و ترکیب هنری ساختمان‌ها در رساله اش با عنوان «ده کتاب در معماری» یاد می‌کند که ان کتاب به عنوان تنها متن کامل معماری است که از عهد باستان باقی مانده‌است. معماران عهد رونسانس سیستم VITRNVIAN را جاودانی کردند و به عنوان سنتی که تا به امروز برقرار است. در معماری مدرن، مدول به عنوان ابزار طراحی مورد استفاده قرار گرفته‌است.

### گرایش به ساخت و ساز مدولار
شروع ترکیب تقاطعی و هم‌زمان پیکره‌سازی مدولار و معماری در ۱۹۵۰ در کار مشترک نرمان کالبرگ، مالکوم لیلند و هائور اتفاق افتاد.
هر ۳ این‌ها در یک کار اشتراک داشتند که سازه‌ای با ساختار تکرار شونده و انگیزه مدولار از بتن تولید کردند. فضاهای مشبکی در این سازه به کار گرفته شد که فکر ساختاری داشتند و فضای ظاهری را تقسیم می‌کردند، نور را عبور داده و یک جذابیت بصری به سازه می‌داد.
کار آن‌ها با عنوان modular costructivism یاد می‌شود که نشان دهنده روش ترکیبی و نیز زمینه معمارگونه آن نیز می‌باشد و در ادامه هر خلق به تنهایی به‌طور پیکره‌ای مدولار و شماتیک تا سال ۱۹۶۰ بعد از دیگری ماند.

### مدولاریستی در هنرهای زیبا
«نقاشی سفید» روبرت روزنبرگ در سال ۱۹۵۱ تنها شامل ۴ گوشه سفید بود که هندسه آن‌ها به گونه‌ای بود که به هم قفل شده‌اند و این جزء اولین ظهور است مدولاریستی با عنوان مستقل در هنر بود. روزنبرگ در همان سال این فرمت را با ساختارهای فرمت ۳ و ۷ صفحه‌ای کشف کرد. نظم خطی پانل‌های مستطیلی در این گونه عنوان‌کننده پتانسیل نامحدود تکراری است. تجرد آرام این کرباس‌ها نشانه ظهور مدولاریتی تکامل یافته از هنر میمیلالیست دهد ۱۹۶۰ می‌باشد. در طول زمان کارهای پرقدرتی از تونی اسمیت، سل لوییت و دن فلاوین و دونالد جاد در این باره ارائه شد و به‌طور ویژه و خاص، کارهای اسمیت به عنوان کلید فهم انتقال مدولاریتی از ابزرا ترکیبی و تولیدی به تحقیق هنری گسترده‌ای حقوق خودش می‌باشد.

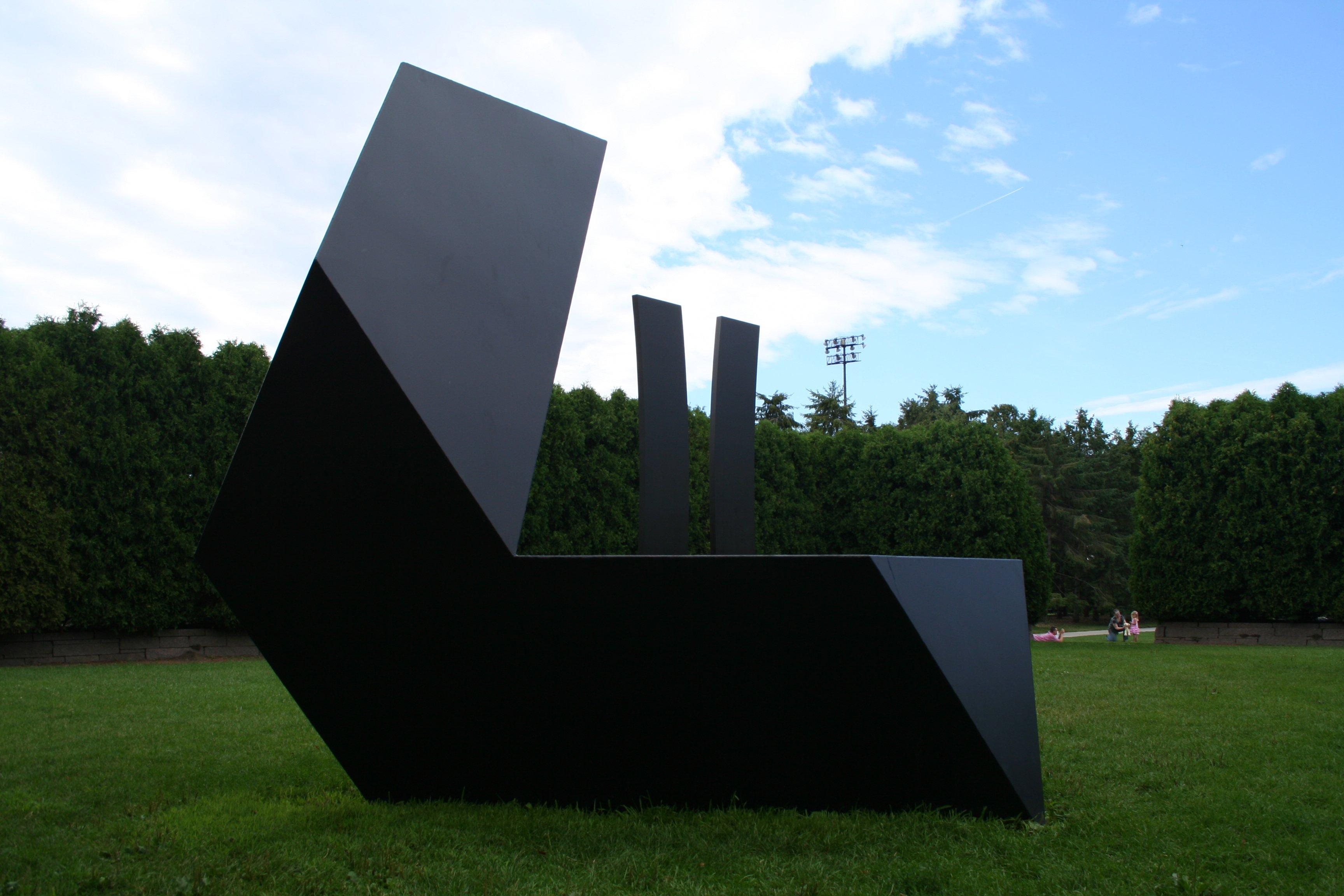
Tony Smith, sculpture. Minneapolis, MN. اسمیت

 تخصص خودش را به عنوان طراح معماری شروع کرد و برای اموزش بیشتر او خودش را کار آموز فرنک لوئید رایت به مدت دو سال از شروع ۱۹۸۳ قرار داد. و از او یاد گرفت که چگونه سیستم مدولار را در تولید طراحی معماری برای کاربردی دو بعدی و سه بعدی به کار ببندد و این روش را رد ساختمان‌ها و طراحی داخلی آن‌ها به کار برد. در رابطه با رایت، علاقه بندی به طراحی مدولار از آشنایی او با معماری سنتی ژاپنی نیز نشأت می‌گیرد. خانه حنا رایت در سال ۱۹۳۷ نمونه روشی از ساختمان اربابی با طرح مدرن مدولار در ابعاد چندگونه‌ای است. فرم زوایای برخوردی از مدول‌های هگزاگونال ساخته شده‌است که معرف پلان کف و اجزاء متنوع قائم هستند.
استفاده از رایت از هگزاگونال به هیچ وجه انتخاب زیباشناختی مستبدانه‌ای نبود اما مثالی از چگونگی ریشه معماری او در طبیعت با ترسیم از فرم و اصول که ساختار لانه زنبوری دارد و باعث می‌شود که مطلوب‌ترین ارائه از طراحی مدولار در این شکل مشخص گردد.
این پروژه گاهی به نام پروژه خانه زنبور عسل نامیده می‌شود. اسمیت با به‌کارگیری هگزاگون (۶ ضلعی) و دیگر اجزاه هندسی در امور معماری خودش به کار گرفت و پیکرسازی اش را در سال‌های آغازین ۱۹۶۰ انجام داد.
جدا از کارهای برنامه‌ریزی شده و نیازهای گستردهٔ کار معماری او، کار پیکرتراشی اسمیت دارای ۳ بعدی بود که خروجی‌های مدولار آن بدون هیچ شریک عملی و با هدف تفکر و تامل زیبا شناختی صورت گرفت.
مشخصاً اسمیت خودش به‌طور دستی به سر هم کردن نمونه آخر پیکره تراشی اش نپرداخت. در عوض از شرکت‌های خواست که دارای افراد ماهرانه با تخصص آهنگری بودند، و او کسی بود که تابلو مدل‌های خودش را فروخت تا بتواند هزینه طراحی را فراهم کند. این وجه از کار او را یک معمار بیان می‌کند، کسی که به‌طور عادی طراحی کرده اما دید هنری ندارد. این طراحی به ایده هنر مدولار به عنوان یک سیستم تولیدی که تصمیم گیرنده اصلی است فعالیت خلاقانه تعریف می‌شود؛ و نهایتاً با تفکر تلویحی مدولار این اندیشه استحکام می‌یابد که تأمین مدولار (اجزا) در یک سیسم مدولار بایستیبی نهایت باشد و بایستی که این قطعات بیشتر از قطعات هنری، صنعتی باشند تا برای سیستم قابل فهم باشند.(زنبورعسل در شش ضلعی‌ها به‌طور ذاتی سیار صنعتی عمل می‌کند به‌طوری‌که تولید سلول‌های ۶ گوشه هیچ‌گاه پایان نمی‌یابد).
کار اسمیت و نهاد مدرسه‌ای مینیمالست دارای بیشترین وسعت اکتشافات مدولار در هنر قبل از هزاره بوده‌است. هرچند که اکتشافات در هنر تغییر پذیر هستند. ساختارهای متحرک و دیگر اجزاء جنبشی مدولار نیستند و کار مدولار هنرمندان مینیمالست نیمه قرن جزء مواردی استثنا تغییر یافتنی نیست.

## شرکت خلاقیت در هنر ماژولار
یک مکتب فکری برآمده از ایالات متحده از فرهنگ قرن ۲۱ که برهم ترازی هنر مدولار با شخصیت فرا صنعتی تأکید دارد و مخالف مفاهیم سنتی هنر است.
ویژگی اصلی پس از صنعت گرایی تا حد زیادی توسط نظریه‌پرداز دانیال بل در کتابش ۱۹۷۳ به عنوان آمدن، جامعه فراصنعتی تعریف شده‌است؛ که شامل: ظهور یک اقتصاد خدماتی در یک محل ساخت، برتری اجتماعی و اقتصادی از کلاس‌های خلاق، فنی و حرفه‌ای، محل مرکزی دانش نظری به عنوان چشمه‌ای از نوآوری، نفوذ قوی فناوری در زندگی روزمره و سطوح بالایی از شهرنشینی می‌باشد.
به نظر می‌رسد هنر مدولار برای هم‌زمان‌سازی کامل چند تا از این معیارها می‌باشد. به عنوان مثال تحول انجام شده با دست باعث گشایش و امکان‌پذیری هنر شرکت خلاق می‌شود؛ که در آن گردآورنده یا کاربر با منشا هنرمند مدولار همکاری می‌کرد تا به‌طور مشترک ظاهر اثر هنری را تعیین کند.
این پیش‌فرض وجود دارد که افراد خلاق قادر و علاقه‌مند در خدمت چنین نقشی هستند تکامل جمعیتی که پیش از این در زمان بل در جریان بود در آثاری همچون ریچارد فلوریدا رایس از طبقه خلاق بوده‌است، که پس از آن مورد مطالعه قرار گرفت.
شرکت ایجاد شده با سفارشی‌سازی انبوه پیوند نزدیکی دارد. یک مدل تولیدی که ترکیبی از فرصت‌ها برای شخصی‌سازی فردی با تولید انبوه می‌باشد. هنر مدولار و سهم سفارشی‌سازی توده انبوهی از مردم را در تلفیق دو ویژگی متضاد به اشتراک می‌گذارد.
از یک طرف همانطور که قبلاً توضیح داده شد تصور کلی از پیمانه‌ای بودن دلالت بر تدارک بی‌حد و حصر از ماژول‌های مشابه‌است که تنها مانند تولید صنعتی می‌تواند تأمین کند، از سوی دیگر توانایی فردی برای ترتیب دوباره این ماژول‌ها در اثر هنری بستگی به معیارهای زیبایی‌شناسی و تزریق دوباره ذهنی و منحصراً انسان به عمل خلاق اهمیت می‌دهد.
سفارش‌سازی انبوه تنها خودش ممکن است با ظهور کامپیوتر و یک نوع نرم‌افزار شناخته شده به عنوان پیکربندی ساخته شده باشد. پیکر بندی یک ابزار نرم‌افزاری است که توسط خریدار برای پیکر بندی یک محصول از گزینه‌های ساخته شده می‌باشد و توسط توزیع‌کننده در دسترس می‌باشد.
هدف از ساخت یک اثر هنری پیمانه‌ای بر روی صفحه نمایش که تا حد زیادی می‌تواند طراحی مونتاژ مدولار را آسان کند با اجازه دادن به کاربر برای مطالعه گزینه‌های طراحی به سرعت بیشتر و در عمق بسیار بیشتر نسبت به استفاده از روش آنالوگ اعمال می‌شود.
زمانی که طراحی ایجاد می‌شود سپس یک فایل کامپیوتری به سرعت نور ارسال می‌کند به تسهیلات ساخت جایی که در آن تجهیزات ربات کنترل تولید شی با توجه به مشخصاتش است.
نه تنها این، با کمک کامپیوتر تولید (CAM) اجازه می‌دهد برای سفارشی‌سازی تولید انبوه اشیاء همچنین سطح بسیار بالاتری از دقت و مناسب بودن، کیفیت مهم را برای ماژول‌ها قادر می‌سازد تا به‌طور فیزیکی به هم متصل شوند.
شناسایی بل از فناوری به عنوان یک محور مرکزی زندگی پس از صنعتی است که تأکید بر در هم پیچیده شدن دیجیتال با فهم ادراک فیزیکی از هنرهای مدولار را دارد.

### روش دوباره سازنده در اروپا
در اروپا که در آن ازسال ۱۹۶۰ مدرسه مینیمالیست از هنرهای مدولار اغلب به عنوان یک پدیده اساسی آمریکا دیده می‌شود، بحث پیمانه‌ای بودن اغلب بر تحول آن تمرکز دارد.
به عنوان مثال بی قراری از هنر یک هسته اصلی از آرته پورا دارد. یک جنبش هم‌زمان که در ایتالیا پدید آمده‌است برآن است که آثار هنری (نباید به عنوان نهاد ثابت دیده شود) اما به عنوان شی از تغییرات و حرکت به سوی (شامل زمان و فضا در یک شیوه جدید است.
در سهام موضوع انتقال پدیدارشناسی تجربه انسانی است) هنر است.
اخیراً هنرمند لدا لاس لویکن نقاشی‌های مدولار را تولید کرده‌است که متشکل از پانل‌های نقاشی متحرک در فریم‌های فولادی می‌باشد. لاس لویکن کار خود را دوبله کرده‌است (مدولار).
او در کار خود، تنظیمات از یک نقاشی‌های مدولار به منزله یک شکل از حرکت تغییر داد، ارائه نظرات تماشاگر جایگزین و تفسیرهای جایگزین، و در نتیجه هماهنگی کار، نسبت به یک شیء ایستا به پویایی تجربه فیزیکی انسان نزدیک تر بود.
تاریخدان هنر و نظریه‌پرداز دنیس زاکاروپولوس این را (یک راه جدید حرکت در نقاشی) نامیدند. مفهوم هنر مدولار به کاربر اجازه می‌دهد به از قبل نوشتن و دوباره نوشتن یک اثر هنری که در حال حاضر توسط تنظیم دوباره قطعات آن تکمیل شده‌است؛ بنابراین ارائه فرصت‌های بسیاری برای تصاویر تازه‌تر هنوز قابل تصور نیست. نقاشی اصلی می‌تواند زمینه دوباره، آگهی به‌طور آزاد، آگهی بینهایت شود.

## هنرمندان مدولار و فعالیت‌هایشان

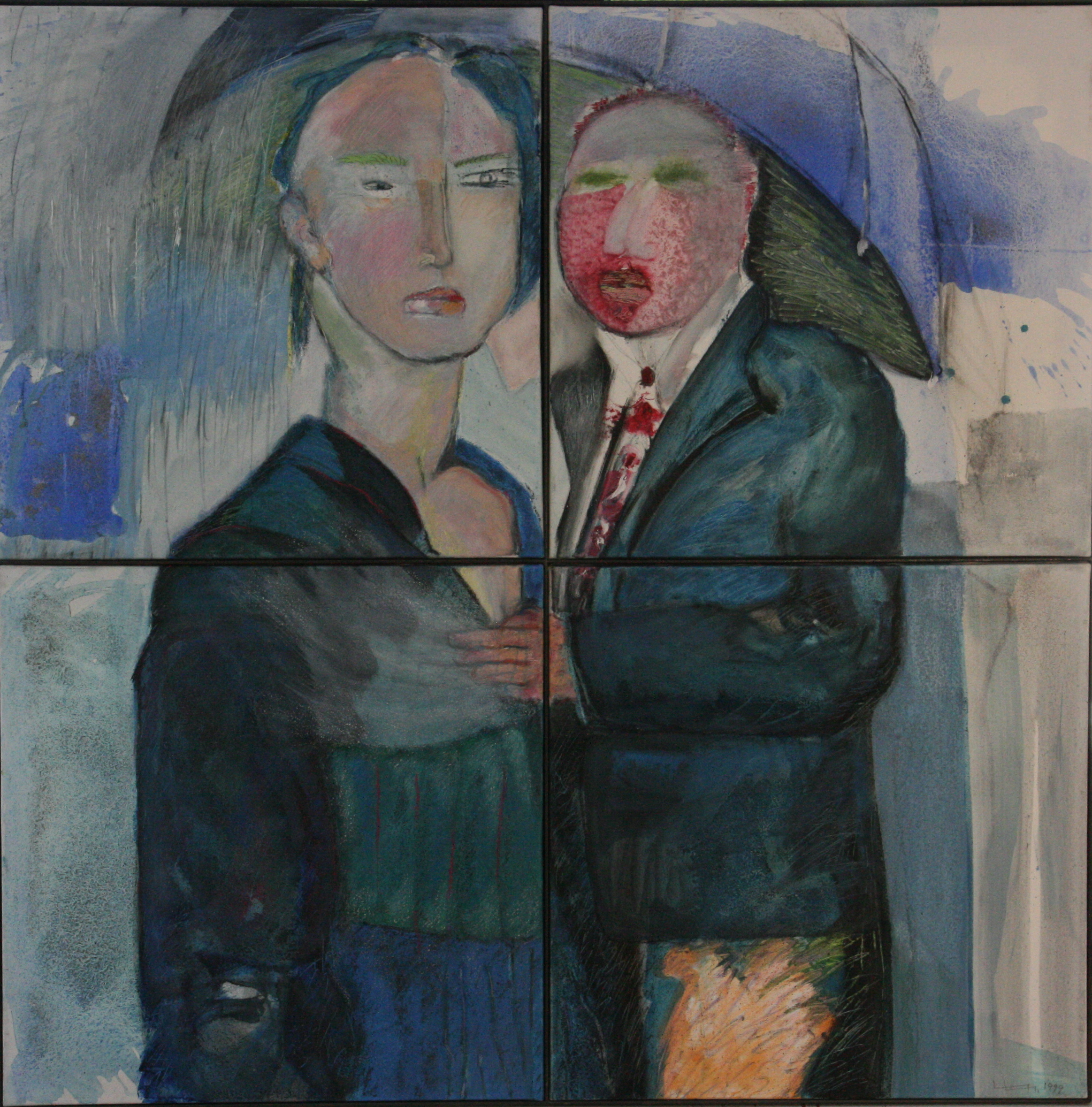
Leda Luss Luyken :ModulArt, The Couple.

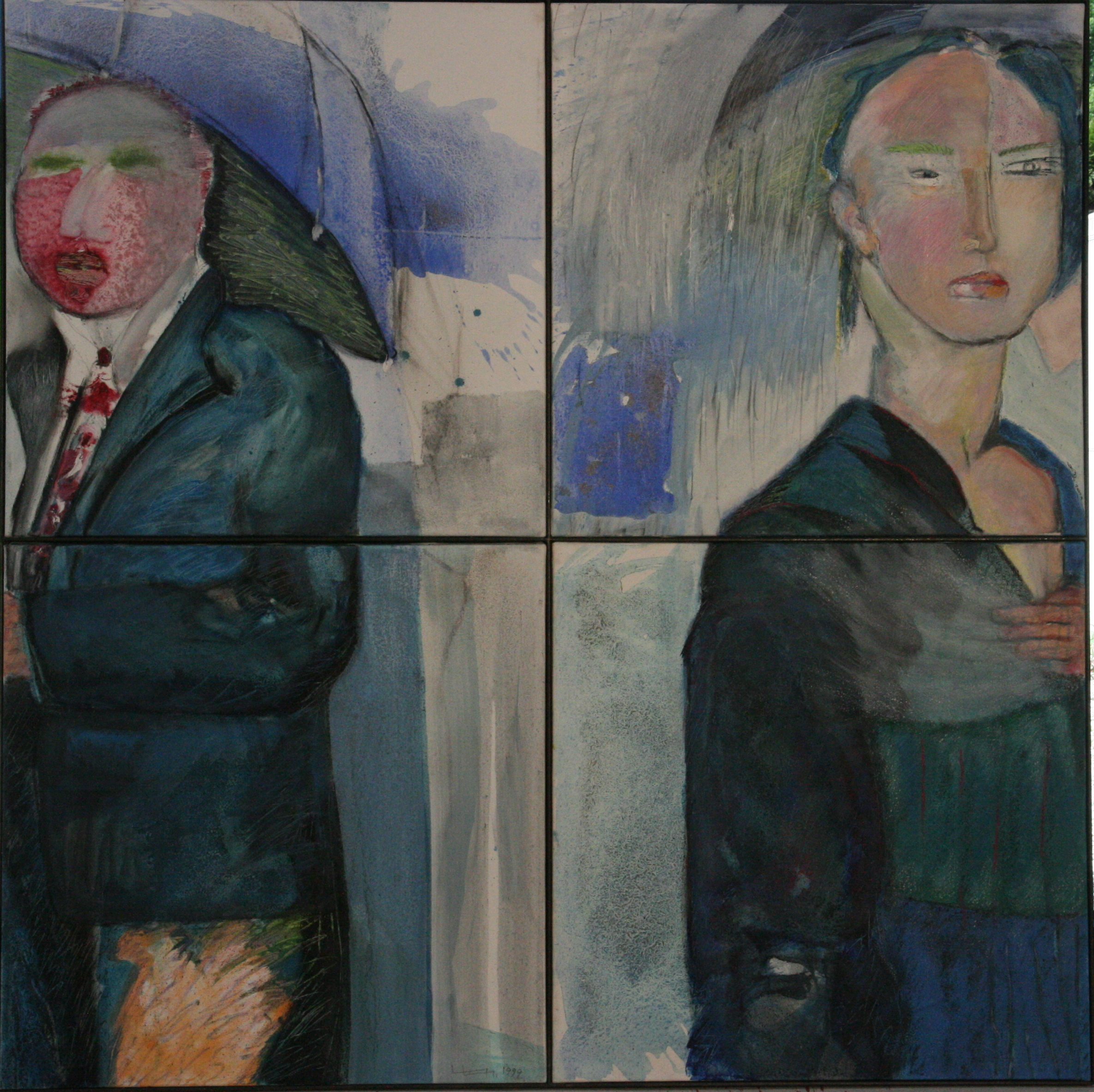
Leda Luss Luyken :ModulArt, The Couple, modulation 1.

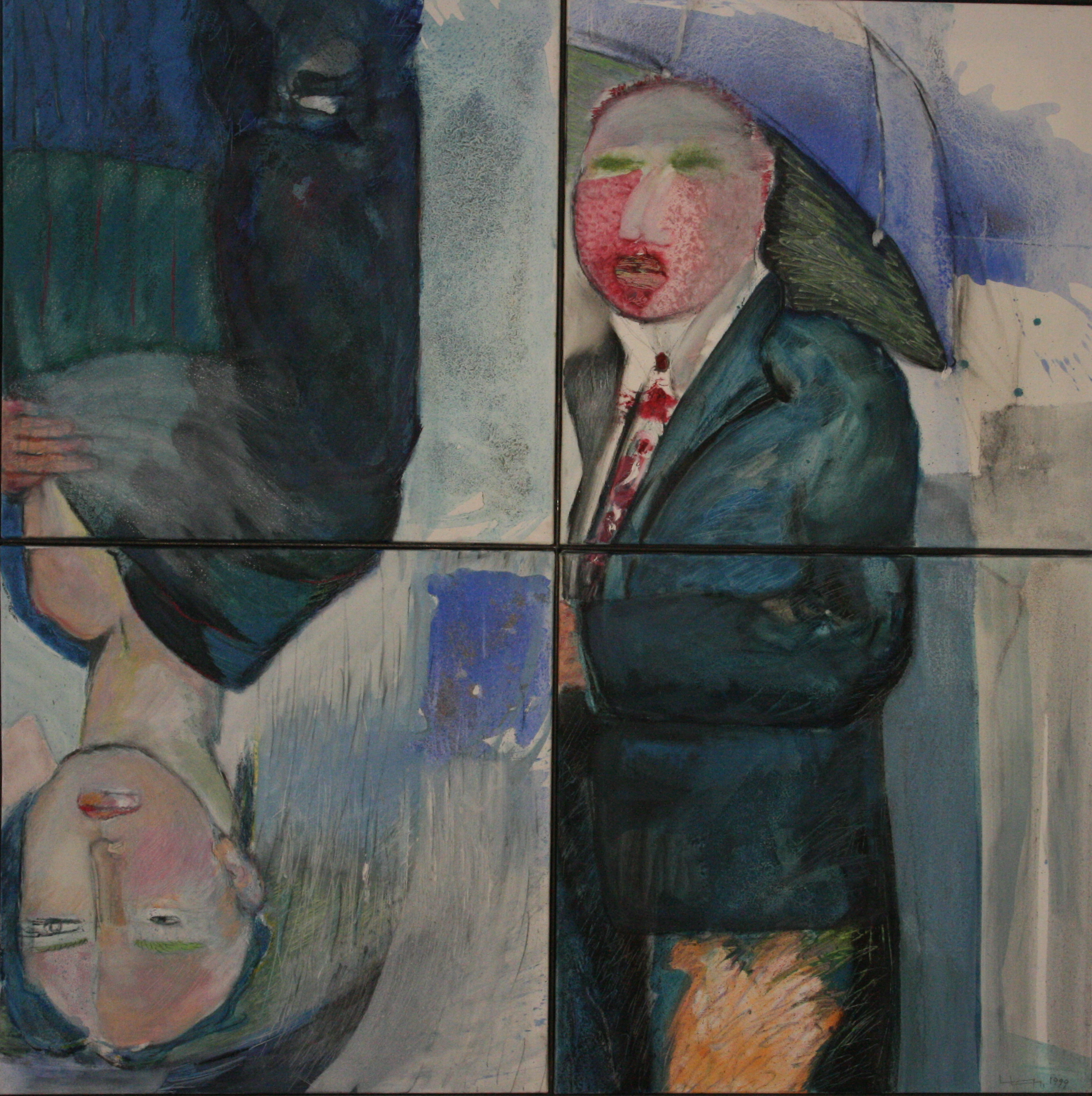
Leda Luss Luyken :ModulArt, The Couple, modulation 2.

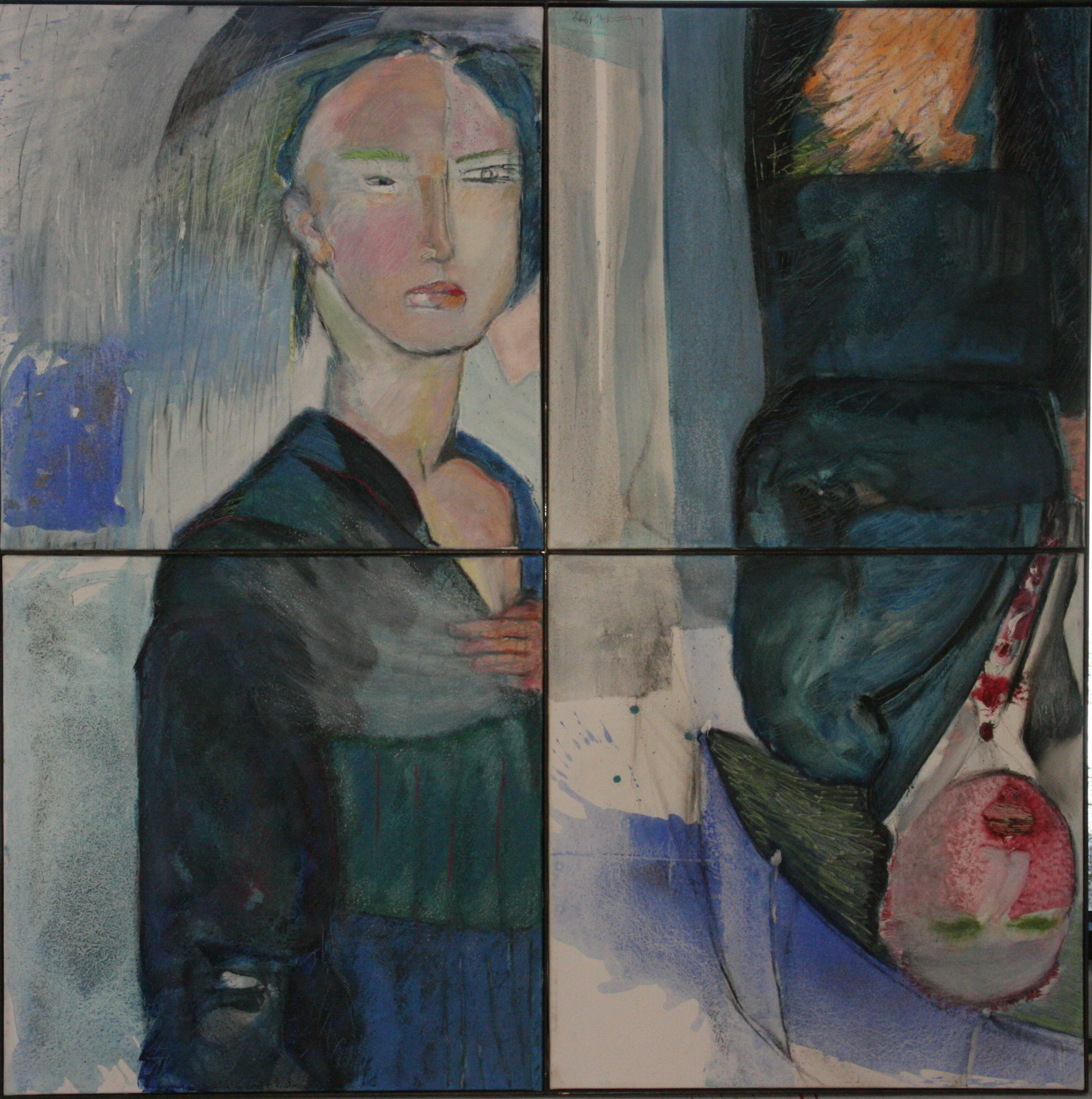
Leda Luss Luyken :ModulArt, The Couple, modulation 3.

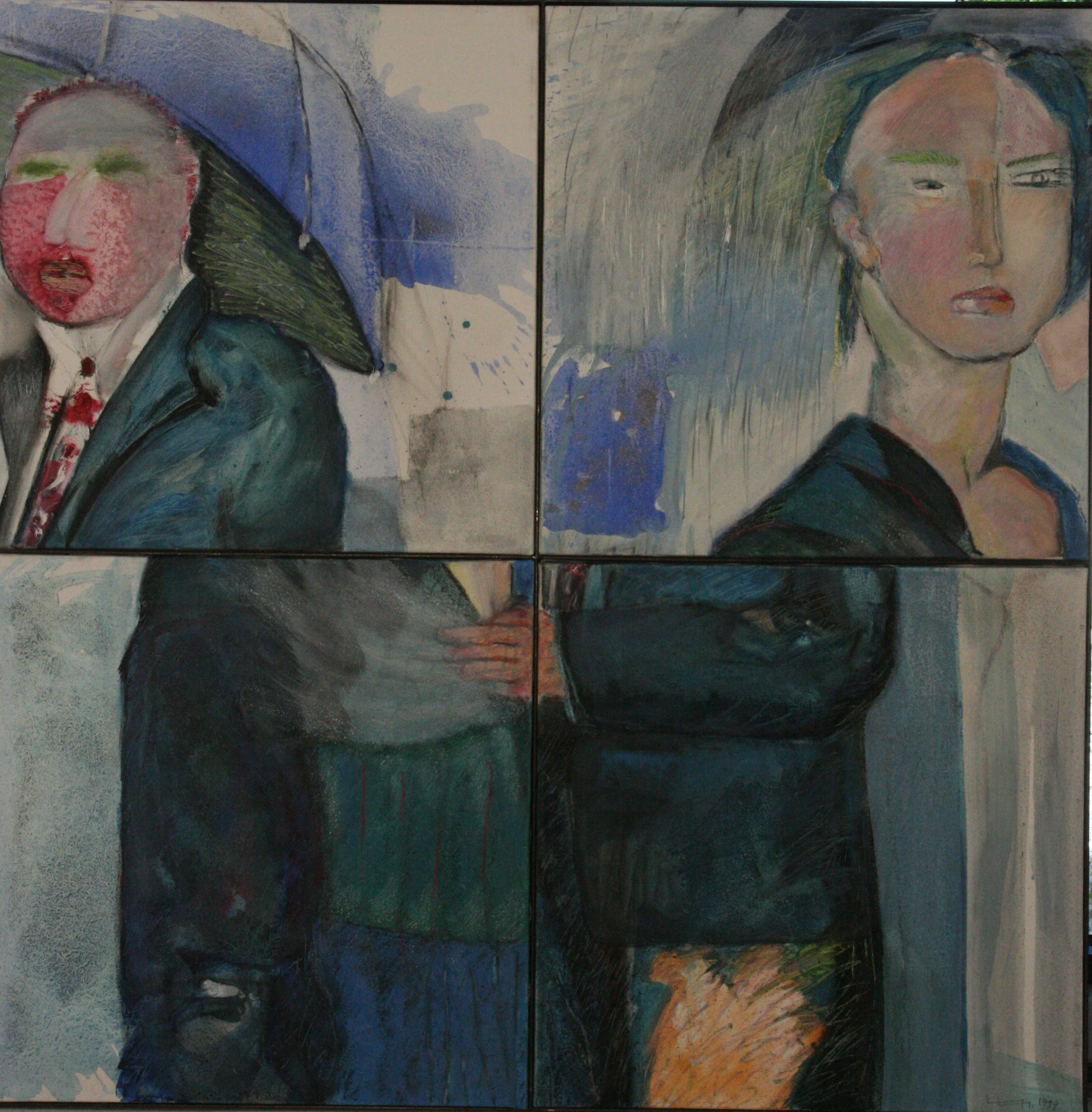
Leda Luss Luyken :ModulArt, The Couple, modulation 4.

### هنرمندان تجسمی
فعالیت در سال ۱۹۵۰-۶۰ در منچستر (انگلستان) هنرمند آمریکایی میتزی کانلیف مجسمه‌ای متشکل از چندین بلوک در حدود دوازده اینچ مربع که او در انواع ترکیبات با هم قرارداده را توسعه داد تا یک اثر پیکرتراشی در مقیاس بزرگ به دست آورد.
او آن‌ها را به عنوان مجسمه‌های مدولار نامیده‌است. دانشگاه منچستر و دانشگاه مؤسسه منچستر علم و صنعت (UMIST) برخی از این آثار را به دست آورد، اگر چه در حساب منتشر شده از کارش هیچ مراجع به آن‌ها وجود ندارد. مجسمه‌ساز و متخصص سفالگری مالکوم لیلاند در سال ۱۹۵۴ یک سیستم مجسمه‌سازی مدولار مشابه بر اساس یک تک ماژول ۲۳ اینچی بلند که می‌توانست با استفاده از یک پین مرکزی به صورت عمودی رو هم چیده شود را طراحی کرد.
ماژول به‌طور کلی دارای ریخت زیستی می‌باشد. طرح کلی منحنی که حاصل موج دار شدن نیم رخ می‌شود، زمانی که ماژول‌های مختلف بر بالای هر یک از دیگر قرار می‌گیرد. روش انباشته شدن عناصر تکراری در اطراف، برانکاسی را به یاد می‌آورد «ستون انتهایی» از ۱۹۳۸.
شروع در سال ۱۹۷۰، معاصر لیلاند نورمن کارلبرگ گروهی از قالب‌های چاپی مربعی را تولید کرد که او آن‌ها را با هم بر روی یک دیوار با شبکه محکم قرار داد تصور می‌شد که هر چاپ به عنوان یک ماژول مستقل باشد سپس تماشاگر دعوت به چرخش یا انباشتگی آن‌ها را برای تولید تصاویر ترکیبی جدید می‌شود کیفیت انتزاعی چاپ‌ها فرصت خلاقیت را افزایش می‌دهد. جهت گیریشان دوباره تا آنجا که آن‌ها غیر جهت دار و هندسی در وابستگی شوند.
لدا لاس لایکن هنرمند مفهومی متولد یونان در ابتدا به عنوان یک معمار آموزش دیده بود، از سال ۱۹۶۰ کاوشگر پیمانه‌ای در میان نقاشی بوده‌است او در محل کار خود پانل‌های بوم نقاشی استاندارد به عنوان ماژول بر روی یک قاب فولادی نصب کرده‌است؛ که در آن آن‌ها می‌توانند حرکت و چرخش کنند.
در ایالات متحده، موشه الیملچ چیزی را خلق کرد که او آن را (ساخت و ساز مکعب) نامید.
این گروه بندی‌های متعدد از حدود مکعب سه اینچ در داخل جیب در قالب جعبه سایه تنظیم شده‌است. در هر مکعب او نقاشی در زمینه‌های رنگ روشن و الگوهای انتزاعی با دقت، کنترل ضربه قلم مو، اعمال شده‌است. مانند کارلس برگ، الیملچ سپس از بیننده دعوت می‌شود به تغییر مکان دادن هریک یا تمامی مکعب‌ها برای نمایش یکی از شش طرف خود، که هر کدام از آن‌ها در یک الگوی مختلف رنگ شده‌اند.
برگزاری نمایشگاه از سال ۱۹۸۰ الیملیچ در درجه اول در گالری کالیفرنیا به نمایش گذاشت و اثر ارائه شده اش در فروشگاه‌های طراحی چندین موزه نیز هست. نمونه کارها یکی دیگر از هنرهای تعاملی مدولار برای ART از استودیو می‌آید؛ و معماری، یک شرکت مستقر در نیویورک به ریاست دونالد راتنر می‌باشد. راتنر هنرهای مدولار در رسانه‌ها از مجسمه‌سازی دیوار، نقاشی چرخشی، پرده‌های نقش دار، تصاویر پس زمینه هنرمندان و کتاب‌های هنرمندان را طراحی کرده‌است.
برای آوردن کار خود و دیگر (معماران) به بازار، راتنر A.R.T را پایه‌گذاری کرد.(هنر افکار) نمای هنر بر روی همکاری خلاق و مدولار متمرکز شده‌است. راتنر در نوشته‌هایش بر روی جنبه‌های فرا صنعتی از جدیدترین روند در هنرهای مدولار تأکید کرده‌است. اختراع و ابداع اصطلاح (سیستم صنعتی جدید) به معنی سفارشی‌سازی انبوه، تولید در تقاضا، نوآوری باز، طراحی همکاری خلاق، دور ساخت، رباتیک و فناوری‌های دیگر هدایت کامپیوتری که دوباره تعریف می‌کنند که چگونه همه چیز در بازار جهانی ساخته شده‌است.

### آهنگ‌سازان
پیمانه‌ای بودن در موسیقی را می‌توان به عنوان آوردن دو عنصر کلیدی از ترکیب موسیقی و فیلم به دنیای نقاشی دید. تنوع موضوع و حرکت درون یک عکس. به همین دلیل بسیاری از آهنگسازان معاصر میناس بربوداکیس قسمت سوم از سه‌گانه روآل خود برای پیانو و الکترونیک به روش مدولار اختصاص داده‌اند.
آهنگساز ایتالیایی و نظریه‌پرداز هنری استفانو واگنینی یک نظریه از ترکیب منبع باز مبتنی بر تجمع مدولار توسعه داده‌است. مفهوم کار موسیقی از هنر، بودن چیزی بسته، محدود و بی حرکت است و به نفع یک فرایند واحدهای متعدد از بین می‌رود که در اصل به یک ترکیب برای تبدیل شدن به بی‌نهایت اجازه می‌دهد.
از جمله ترکیبات مختلف در اروپا، آمریکای جنوبی، آسیا و در شمال آمریکا انجام شده و از طریق کنفرانس در اروپا مورد بحث قرار گرفت. این رویکرد یک آکادمیک شد که در دانشگاه غرب گرجستان و مرکز هنرهای فرهنگی کرولتون، تگزاس در ایالات متحده آمریکا مورد بحث قرار گرفت. نویسنده، نقاش، و نظریه‌پرداز هنر، جیان روگرو مانزونی پیمانه‌ای از ساخته‌های واگنینی را به عنوان «موجودیتی دایره‌ای مانند، آثار او تمام نشده‌است، اما صرفاً برای صدای جدید محرک می‌باشد».

## جنبش‌های هنری مرتبط
- مولد هنری
- مینیمالیسم
- سریال هنری
- سیستم‌های هنری
- هنر مفهومی